# Eu Comi a Madona
Eu Comi a Madona é uma canção da cantora, compositora, arranjadora e instrumentista brasileira Ana Carolina. Foi composta por Ana Carolina, Mano Melo, Alvin L. e Antônio Villeroy.